# Du är min klippa, Jesus min Herre
Du är min klippa, Jesus min Herre är en sång från 1888 med text av Carrie E. Breck och musik av George C Stebbins. Sången översattes till svenska 1903 och texten bearbetades 1985 av Kerstin Lundin.

## Publicerad i
- Psalmer och Sånger 1987 som nr 619 under rubriken "Att leva av tro - Förtröstan - trygghet".[1]
- Frälsningsarméns sångbok 1990 som nr 535 under rubriken "Erfarenhet och vittnesbörd".